# Khalil Fong
Khalil Fong Da Tong (Chino: 方大同, pinyin: Fāng Dà Tóng, Hawái, 14 de julio de 1983, 21 de febrero de 2025) es un cantante y compositor chino naturalizado en Hong Kong.

## Biografía
Fong nació en Hawái, pero a la edad de 6 años, su familia decidió trasladarse a Shanghái para estar a lado su padre Les Fong, un chino-americano nacido en San Francisco, California, quería que sus hijos crezcan a su lado e inmersos a la cultura china. Seis años más tarde, la familia se trasladó a Guangzhou, donde permaneció durante dos años antes de mudarse finalmente a Hong Kong.

## Discografía
- Soul boy (CD) - Warner Music Hong Kong - 2005[2][3][4]
- This Love (CD) - Warner Music Hong Kong - 2006[5][6][7]
- Wonderland (CD) - Warner Music Hong Kong - 2007
- Orange Moon (CD) - Warner Music Hong Kong - 2008
- Timeless (CD) - Warner Music Hong Kong - 2009

## Filmografía

### Serie televisiva
- CRHK - Love Park (戀愛樂園)[8][9]